# Canal Red
Canal Red és un canal de televisió en espanyol que emet per internet i TDT llançat el 2023 per Pablo Iglesias Turrión i finançat per micromecenatge.
Canal Red ofereix una programació diària composta per programes informatius i programes de debat, juntament amb altres programes setmanals d'opinió i entrevistes d'actualitat desenvolupats per activistes i divulgadors amb experiència en les plataformes digitals.
Es destaca per exercir un periodisme d'esquerres crític amb els grans mitjans de comunicació en espanyol, especialitzat a cobrir notícies relatives a injustícies socials i afegint-hi un enfocament internacional cap a altres països de parla hispana, representat pel canal germà Canal Red Latinoamérica.
El Periódico publicà el 21 de novembre de 2022 les paraules d'Iglesias en el vídeo de presentació:
| « | (castellà) Cuando enciendes la televisión o la radio, resulta que todas dicen básicamente lo mismo. La pluralidad de la sociedad no corresponde con el monopolio que la derecha impone sobre los grandes medios de comunicación. | (català) Quan engegues la televisió o la ràdio, resulta que totes diuen bàsicament el mateix. La pluralitat de la societat no correspon al monopoli que la dreta imposa sobre els grans mitjans de comunicació. | » |
| — | | |   |

Bàsicament, va néixer com a defensa de la ideologia d'esquerres. I en l'espectre ampli i genèric, de les ideologies relatives que proclamen una defensa de les seccions més desemparades de la societat, tant individuals com col·lectives.

## Història
Des de 2014, Iglesias va denunciar reiteradament ser víctima d'una "guerra bruta" orquestrada per les clavegueres policials. De la mà de grups mediàtics nacionals, l'excomissari José Manuel Villarejo va divulgar un informe fraudulent sobre finançament il·legal de la formació Podemos que va danyar la seva reputació. El 2021 va abandonar la primera línia política, i es va posar al comandament de projectes de comunicació com a defensa i en col·laboració amb altres mitjans com: SER, RAC1, o CTXT.
El novembre de 2022, Pablo Iglesias va publicar en les seves xarxes socials el llançament d'un nou canal de televisió per Internet denominada Canal Red per al qual impulsava una campanya de micromecenatge. Al cap de poques hores del llançament, la campanya de micromecenatge va aconseguir l'objectiu posat en aquella primera fase, recaptant més de 100.000 euros en quatre hores i gairebé 200 000 en les primeres vint-i-quatre.
En el vídeo promocional de la campanya de recaptació de fons acompanyaven a Pablo Iglesias, el filòleg Manu Levin, la periodista Inna Afinogenova, la matemàtica Sara Serrano i el jove acadèmic i periodista de Furor TV, Sergio Gregori, qui presentaria un dels programes estrella de Canal Red. El projecte nasqué sota l'empara de l'empresari Jaume Roures i amb el suport de la productora Furor Producciones.
En la seva versió paral·lela a Youtube, el juny de 2023 acumulava 186 vídeos i més de 113.000 subscriptors. En l'actualitat, Canal Red incorpora una àmplia varietat de col·laboradors del projecte que realitzen programes sobre política, cinema, música, xarxes socials, opinió pública, història, actualitat internacional, etcètera. I com a programa estrella: La Base. Programa dedicat a l'anàlisi de l'actualitat política espanyola i internacional. Presentat per Pablo Iglesias, Sara Serrano, Manu Levin i Inna Afinogenova.

## Diari Canal RED
El mateix 2023, naix el Diario Red, com a diari de Canal Red. Aquest compta amb editorials, articles d'opinió i noticies. Les seccions del diari són: Amèrica Llatina, Espanya, Internacional, Mitjans, Armes per a pensar i Cultura.